# ماركوس روبرتو
ماركوس روبرتو (بالبرتغالية: Marcos‏) (مواليد 4 أغسطس 1973) هو لاعب كرة قدم سابق في مركز حراسة المرمى. شارك مع منتخب البرازيل لكرة القدم. سبق له أن لعب في كأس العالم لكرة القدم مع منتخب بلاده.

## روابط خارجية
- ماركوس روبرتو على موقع الاتحاد الدولي (مؤرشف)  (الإنجليزية)
- ماركوس روبرتو على موقع الاتحاد الأوربي (الإنجليزية)
- ماركوس روبرتو على موقع قاعدة بيانات كرة القدم.إي يو (الإنجليزية)
- ماركوس روبرتو على موقع ناشيونال فوتبول تيمز (الإنجليزية)
- ماركوس روبرتو على موقع Soccerway.com (الإنجليزية)
- ماركوس روبرتو على موقع عالم كرة القدم.نت (الإنجليزية)